# 早川いくを
早川 いくを（はやかわ いくお、1965年 - ）は、東京都出身の著作家、書籍デザイナー。

## 来歴
1965年生。多摩美術大学グラフィックデザイン学科卒。広告制作会社、出版社勤務を経て独立。2004年には実在する奇想天外な生物を多数取り扱った『へんないきもの』を出版。同書は食玩などの関連商品を生みだすほどのベストセラーとなった。続編の『へんないきもの三千里』では同じテーマで小説化を試みた。以後もテレビ番組「世界一受けたい授業」に講師として出演するなど、より広い場で活動を続けている。

## 著書

### 自著
- へんないきもの（バジリコ、2004年）ISBN 4-901784-50-1 / （文庫版：新潮社、2010年）ISBN 9784101318912
- またまたへんないきもの（バジリコ、2005年）ISBN 4901784773
  - せいぞろい！へんないきもの （バジリコ、2009年）ISBN 9784862381309 - 上記2冊の合本
- へんないきもの三千里（バジリコ、2007年）ISBN 9784862380753
- 取るに足らない事件（バジリコ、2008年）ISBN 978-4-86238-089-0
- 続 取るに足らない事件（バジリコ、2008年）ISBN 978-4862381156
- 態度がデカイ総理大臣(バジリコ、2010年)　ISBN 9784862381712
- カッコいいほとけ（幻冬舎、2011年）ISBN 978-4-344-02053-5

### 共著
- 怖いへんないきものの絵（中野京子共著、幻冬舎、2018年）ISBN 9784344034037

### 監訳
- 黙ってオレについてこい文句がある奴ァ爆撃だ（バジリコ、2003年） ISBN 978-4901784191